# 第六十五号哨戒特務艇
第六十五号哨戒特務艇（だいろくじゅうごごうしょうかいとくむてい）は、日本海軍の未成特務艇（哨戒特務艇）。第一号型哨戒特務艇の29番艇。

## 艇歴
マル戦計画の特務艇、第2121号艦型の65番艇、仮称艦名第2185号艦として計画。1944年11月5日、第六十五号哨戒特務艇と命名されて第一号型哨戒特務艇の26番艇に定められ、本籍を舞鶴鎮守府と仮定。1945年6月8日、株式会社佐賀造船鉄工所で進水。
終戦時未成。8月17日、工事中止が発令され船体工程60%で工事中止。戦後は佐賀造船鉄工所に繋留。
1947年2月1日、行動不能艦艇（特）に定められる。11月22日、在東京アメリカ極東海軍司令部から、本船の漁船への改造許可が出された。その後の消息は詳らかではない。